# Valdenir da Silva Vitalino
Valdenir da Silva Vitalino (Barra Mansa, 21 februari 1977) is een voormalig Braziliaans voetballer.